# Produto categorial

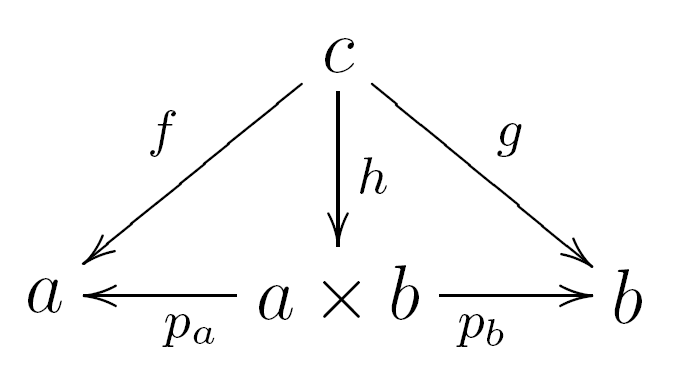
Diagrama comutativo do produto categorial

O produto categorial é uma generalização categorial do produto cartesiano.
Seja C uma categoria e sejam {\displaystyle a} e {\displaystyle b} dois objetos da categoria C. O produto categorial de {\displaystyle a} e {\displaystyle b} é um objeto {\displaystyle a\times b}, junto a dois morfismos {\displaystyle p_{a}:a\times b\rightarrow a} e {\displaystyle p_{b}:a\times b\rightarrow b}, tal que para qualquer objeto {\displaystyle c} da categoria e para quaisquer morfismos {\displaystyle f:c\rightarrow a} e {\displaystyle g:c\rightarrow b} existe exatamente um {\displaystyle h:c\rightarrow a\times b} tal que o diagrama da figura ao lado comuta, isto é:
{\displaystyle \left\{{\begin{array}{l}p_{a}\circ h=f\\p_{b}\circ h=g\end{array}}\right..}
Os morfismos {\displaystyle p_{a}} e {\displaystyle p_{b}} são chamados projeções. Podemos chamar o objeto {\displaystyle c} junto com as setas {\displaystyle f}  e {\displaystyle g} de pré-produto.
Sendo um caso particular do limite em teoria das categorias, produtos (se existem) são únicos a menos de isomorfismo.

## Exemplos
- O produto na categoria {\displaystyle {\mathsf {Set}}} dos conjuntos coicide com o produto cartesiano usual.
- O produto na categoria {\displaystyle {\mathsf {Top}}} dos espaços topológicos é o produto cartesiano com a topologia produto.[2]

## Produtos de maior aridade
Pode-se considerar produtos para mais do que dois objetos. Seja {\displaystyle \{a_{i}\}_{i\in I}} família de objetos em {\displaystyle C}. Um produto dessa família é um objeto {\displaystyle \prod _{i\in I}{a_{i}}}, junto a uma família de morfismos {\displaystyle p_{j}:\prod _{i}{a_{i}}\to a_{j}}, tal que, para cada outra família de morfismos {\displaystyle \{f_{j}:c\to a_{j}\}_{j\in I}}, há único {\displaystyle f:c\to \prod _{i}{a_{i}}} com {\displaystyle p_{j}\circ f=f_{j}} para cada índice {\displaystyle j\in I}.